# Isabella (pintura de Millais)
Isabella (1848-1849) es una pintura de John Everett Millais, que fue su primera obra expuesta en estilo prerrafaelita, completada poco después de la formación de la Hermandad Prerrafaelita en 1848. Se exhibió por primera vez en la Royal Academy en 1849 y se encuentra actualmente en la colección de la Galería de Arte Walker de Liverpool.

## Tema
La pintura ilustra un episodio de la novela Decamerón de Giovanni Boccaccio, Lisabetta e il testo di bassilico (1349 - 1353), retomada por el poema de John Keats, Isabella, or the Pot of Basil, que describe el amor entre Isabella, la hermana de unos ricos comerciantes medievales, y Lorenzo, empleado humilde de los hermanos de Isabel. Representa el momento en que los tres hermanos de Isabella se dan cuenta de que existe un romance entre los dos jóvenes y conspiran para asesinar a Lorenzo para poder casar a Isabella con un noble rico. A Isabella, vestida de gris a la derecha, Lorenzo, mirándola intensamente, le entrega una naranja sanguina en un plato. La naranja sanguina cortada insinúa el destino sangriento del joven. En efecto, los hermanos lo matarán a puñaladas y lo enterrarán en el bosque. Tras su desaparición, Isabella se entristece, hasta que una noche se le aparece el fantasma de Lorenzo y le cuenta lo sucedido, entonces Isabella desentierra el cuerpo a escondidas y corta la cabeza para llevársela a sus aposentos, donde la entierra en una maceta, en la que planta una albahaca y la cuida y riega con sus lágrimas mientras ella languidece. Finalmente, los hermanos descubren y se llevan la maceta, e Isabella morirá de pena. Presagiando la tragedia, mientras rompe una nuez uno de sus hermanos patea violentamente a uno de sus galgos, el otro duerme plácidamente bajo su silla, que asustado se refugia contra el regazo de la joven. En el respaldo, su halcón lleva una pluma blanca de paloma en el pico. Con el brazo ha derramado la sal, sugiriendo el futuro derramamiento de sangre. Los platos de mayólica (inspirados en unos auténticos del siglo XV) en los que acaba de almorzar la familia que ahora toma fruta de postre, también representan escenas bíblicas violentas y el hermano del centro mira la copa de cristal con el vino rojo sugiriéndole el crimen.
Millais y su colega William Holman Hunt habían producido dibujos que ilustraban episodios del poema, pero solo Millais convirtió el suyo en una pintura completa (Isabella y la maceta de albahaca de 1868 de Hunt usó una composición completamente diferente). Ambos dibujos utilizaron la perspectiva distorsionada y las poses angulares características del arte bajomedieval, que influyó en los prerrafaelitas.
La figura de Isabella probablemente esté inspirada en la de la duquesa de Milán Beatriz de Este, de quien el propio Millais acababa de reproducir un dibujo y del que toma el peinado: la larga trenza cubierta con tela que cae a la espalda. La información sobre vestimenta medieval la tomó del libro ilustrado Costumes Historiques de Camille Bonnard.

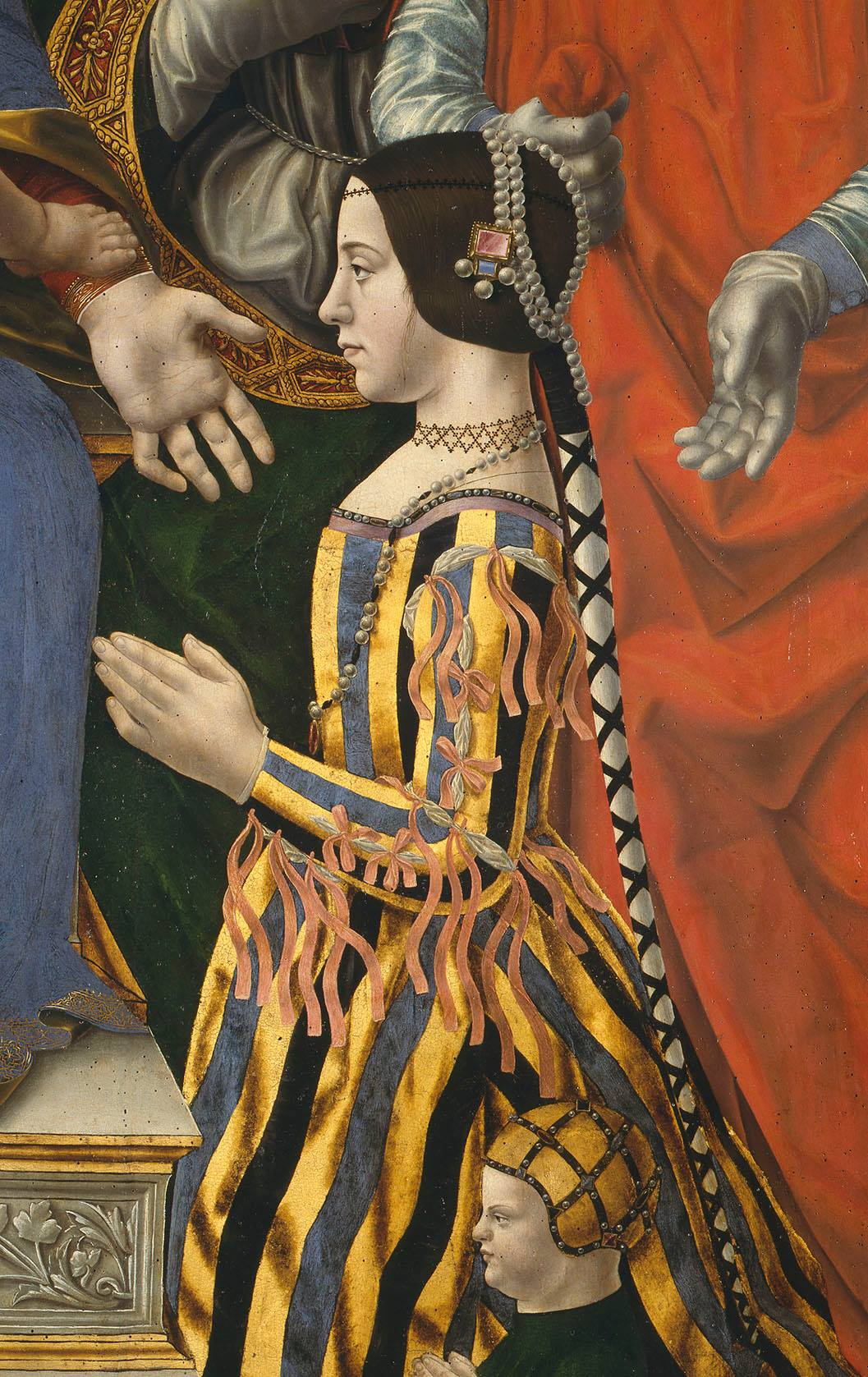
Beatriz de Este en la Pala Sforzesca, figura que Millais copió a la acuarela en 1848.

## Composición y significado
El cuadro se estructura con una perspectiva deliberadamente distorsionada, alargando el lado derecho de la mesa y aplanando las figuras dispuestas a lo largo de ella. Siguiendo la teoría prerrafaelita, Millais casi elimina el claroscuro y exagera la intensidad de los colores y tonos yuxtapuestos, como se evidencia en la túnica negra lisa que contrasta con la tela blanca cuidadosamente modelada del sirviente de la derecha, cuya parte inferior del cuerpo prácticamente desaparece debido a sus calzas amarillas, casi fusionadas con el fondo.
Millais también caracteriza cuidadosamente cada figura con igual precisión. Menos Lorenzo, todos aparecen de perfil, recordando a propósito los retratos italianos quattrocentistas. Posaron para ellas varios amigos y familiares: la esposa de su medio hermano para Isabella y William Michael Rossetti (1829-1919) para Lorenzo, pero con el cabello rubio. El padre de Millais tuvo que afeitarse la barba para posar para el progenitor que se limpia la boca con la servilleta. El amigo y colega de Millais, Dante Gabriel Rossetti (1828-1882) posó para el hombre del extremo de la mesa, bebiendo de una copa alargada. Un estudiante llamado Plass modeló para el sirviente, y Jack Harris, un camarada y compañero de clase mayor de Millais, sirvió para el hermano agresivo que patea al perro. El hermano mirando la copa de vino es Frederic George Stephens (1828-1907) y junto a él se reconoce al pintor Walter Deverell (1827-1854).
Otra característica prerrafaelita distintiva es la inclusión de imágenes y patrones dentro de la imagen como un todo. Cada uno de los platos tiene una imagen distorsionada vidriada en su superficie. Las cabezas de los enamorados están unidas por el arco del ventanal del fondo: flores de la pasión crecen alrededor de la columna detrás de la cabeza de la joven, simbolizando su amor por Lorenzo, mientras las rosas blancas detrás de la de él representan su amor sincero y puro por ella. La maceta en la balaustrada del balcón insinúa la continuación de la historia. La base del banco en el que se sienta Isabella contiene una talla que representa una figura arrodillada debajo de la cual aparecen las letras PRB (las iniciales de la Hermandad Prerrafaelita).
El motivo central de la patada del hermano matón y la silla volcada perturba aún más el equilibrio de la composición, al igual que el "amontonamiento" deliberadamente confuso de las figuras sobre la mesa y la elaboración minuciosa de motivos, como el mantel de damasco, el tapiz brocado de la pared o la seda del vestido de Isabella.

## Recepción
Aunque algunos críticos elogiaron la fuerza y originalidad de la obra, otros la consideraron "demasiado artificial" y la opinión pública la tildó de broma cuyo absurdo solo era superado por Rienzi de William Holman Hunt, exhibida al mismo tiempo. Esto solo decidió a Millais a defender todavía más los principios prerrafaelitas.

## Símbolos fálicos ocultos
En 2012, la conservadora de arte británica Carol Jacobi publicó un artículo sobre símbolos sexuales en la pintura. Todos sobre o cerca del personaje de la parte delantera izquierda, que estira la pierna y usa un cascanueces. Argumentó que la sombra en la mesa ante el área de su entrepierna, su pierna y el cascanueces representaban un falo. Jacobi dijo: "La sombra es claramente fálica, y también hace referencia al acto sexual, con la sal vertida en la sombra". También argumentó que habría sido deliberado, pero no sabía cuál era la intención del pintor con él. Sin embargo, afirmó que "no fue un desliz freudiano, ni una insinuación hipócrita y furtiva". Las imágenes de masturbación y las ansiedades que la rodean y la incapacidad de controlarse sexualmente habrían sido bien conocidas".

## Adaptación
Sam Walsh (1934-1989) pintó The Dinner Party en 1980. Es una de sus obras más complejas y está inspirada en esta primera pintura prerrafaelita de Millais. Ambas pinturas se encuentran en la Galería de Arte Walker de Liverpool. En esta interpretación, los retratados, que nunca se habrían encontrado todos al mismo tiempo, son personas de todas las épocas de su vida.